# (11844) Ostwald
Pour les articles homonymes, voir Ostwald (homonymie).
(11844) Ostwald est un astéroïde de la ceinture principale.

## Description
(11844) Ostwald est un astéroïde de la ceinture principale. Il fut découvert le 22 août 1987 à La Silla par Eric Walter Elst. Il présente une orbite caractérisée par un demi-grand axe de 3,17 UA, une excentricité de 0,17 et une inclinaison de 1,3° par rapport à l'écliptique.

## Compléments